# Reggimenti di artiglieria dell'Esercito Italiano
Di seguito viene esposta la lista dei reggimenti di artiglieria dell'Esercito Italiano (la lista non è completa). In alcuni casi sono citati anche i gruppi poiché nell'Esercito Italiano, per determinati periodi, il livello reggimentale è stato declassato a livello gruppo, che si è però mantenuto autonomo ed ha conservato motto, numero e tradizioni del reggimento originale. Recentemente molti di questi gruppi sono stati riportati a livello di reggimento. Alcuni gruppi, pur non essendo mai stati elevati a livello reggimentale, si sono però fregiati di tutte le caratteristiche dei reggimenti, come la bandiera di guerra, lo stemma e il motto, oppure sono state riconosciuti come corpo dall'Esercito nelle sue pubblicazioni (vedi bibliografia); queste particolari unità sono state inserite nell'articolo.
I codici impiegati sono i seguenti:
- GA = gruppo artiglieria;
- GAA = Gruppo artiglieria alpina;
- GAP = gruppo artiglieria pesante campale semovente;
- GAS = gruppo specialisti artiglieria;
- GAV = gruppo artiglieria controaerei;
- RA = reggimento artiglieria;
- RAA = reggimento artiglieria alpina;
- RAB = raggruppamento artiglieria difesa costiera;
- RAC = reggimento artiglieria di corpo d'armata;
- RAD = reggimento artiglieria di divisione celere;

- RAF = reggimento artiglieria della Guardia alla frontiera;
- RAI = reggimento artiglieria a cavallo;
- RAM = reggimento artiglieria d'armata;
- RAN = reggimento artiglieria da campagna semovente;
- RAP = reggimento artiglieria da campagna;
- RAS = reggimento artiglieria semovente;
- RAV = reggimento artiglieria controaerei;
- RAZ = reggimento artiglieria corazzata;
- RAT = reggimento artiglieria terrestre;

L'abbreviazione e la denominazione in grassetto indicano che l'unità è ancora in vita. Tra parentesi tonde sono riportati il tipo, le date di costituzione e scioglimento delle unità; se alla fine è indicata una località ma non una data, il reggimento è ancora in vita e stanziato nella località. Tra parentesi quadre sono riportate le battaglie più importanti.

Stemma dell'Esercito

## Artiglieria

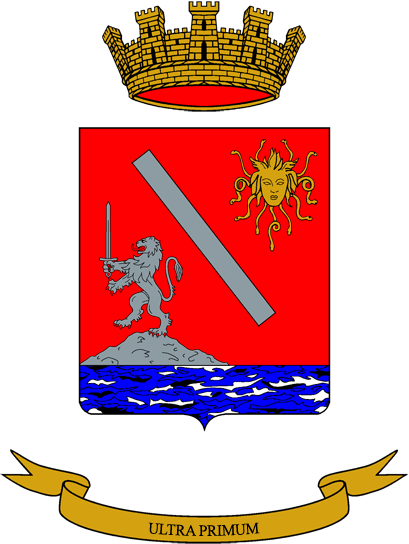
Stemma del 1º Rgt Artiglieria

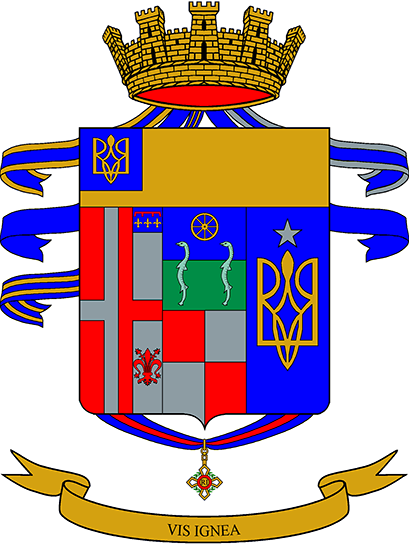
Stemma dell'8º Rgt Artiglieria

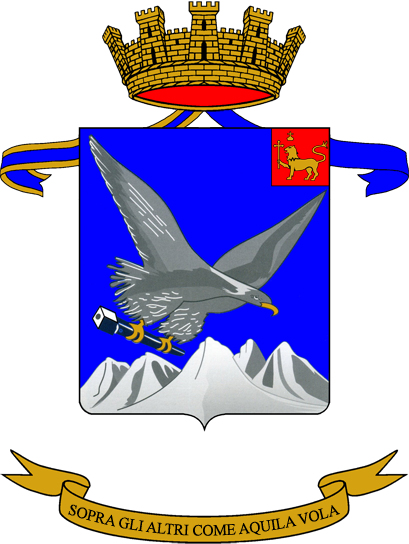
Stemma del 5º Rgt artiglieria alpina

Come tutte le truppe più antiche dell'Esercito Italiano, anche l'artiglieria ha tratto origine dall'Esercito del Regno di Sardegna. Il duca Carlo Emanuele I, con un editto del 30 luglio 1625, ordinò che i "bombardieri" organizzati in compagnie venissero trasferiti in un'unità speciale all'interno della milizia. La proclamazione di questo editto è considerata il momento fondante dell'artiglieria italiana. Come arma effettiva essa è tuttavia sorta soltanto il 27 agosto 1774, con la denominazione di "Corpo reale di artiglieria", ma una relativa scuola di artiglieria e di costruzione delle fortezze era stata costituita già nel 1739. Dal 1860, nello slancio dell'unità risorgimentale italiana, diverse truppe di artiglieria di altri stati peninsulari vennero incorporate nell'esercito piemontese. In primo luogo vi furono 3 reggimenti di artiglieria da fortezza, 4 di artiglieria da campo ed un reggimento d'appoggio con numerazione continua (1-8). Negli anni successivi si aggiunsero anche formazioni di artiglieria pesante da campo, artiglieria da montagna e artiglieria costiera; durante la prima guerra mondiale anche la contraerea dell'esercito. La numerazione delle formazioni si orientava oramai verso la loro rispettiva specialità.
Nel giugno 1940 il numero dei reggimenti d'artiglieria nei diversi settori di aggirava intorno ai:
- 54 reggimenti di artiglieria da campo (per divisioni di fanteria)
- 5 reggimenti di artiglieria alpina (per divisioni alpine)
- 3 reggimenti di artiglieria corazzata (per divisioni corazzate)
- 2 reggimenti di artiglieria motorizzata (per divisioni motorizzate)
- 3 reggimenti di artiglieria celere (per divisioni celeri)
- 18 reggimenti di artiglieria pesante da campo (per corpo d'armata)
- 5 reggimenti di artiglieria
- 9 reggimenti di artiglieria di frontiera (per truppe di frontiera)
- 5 reggimenti di artiglieria della contraerea

Accanto a queste c'erano piccole formazioni e unità tra le quali anche l'artiglieria aerotrasportata.
Dopo la seconda guerra mondiale i singoli reggimenti che si erano particolarmente distinti vennero nuovamente costituiti. Nel 1975 venne creata, nel quadro di un'ampia riforma dell'esercito, una brigata di artiglieria missilistica indipendente (la 3º "Aquileia"), dalla quale dipendevano alcune unità speciali di sorveglianza e acquisizione ("13º Gruppo acquisizione obiettivi - GRACO", con 1 batteria ricognitori teleguidati - oggi noti come droni - e 1 batteria di paracadutisti RAO) e che era equipaggiata con missili del tipo "Lance" e testate atomiche americane. Anche all'interno dell'Arma di artiglieria venne eliminato il livello reggimentale e i numerosi gruppi portarono avanti le tradizioni dei reggimenti di un tempo. Ma a partire dal 1992 tali unità hanno nuovamente assunto la denominazione di reggimenti, mantenendo però la forza di gruppi. Negli anni '90 molti di questi reggimenti sono stati smantellati e, dal 1999, l'artiglieria italiana conosce soltanto due specialità: l'artiglieria terrestre e l'artiglieria contraerea. A queste si aggiunge anche la difesa NBC.
Il personale dell'artiglieria terrestre viene addestrato presso la Scuola di artiglieria di Bracciano, quello della difesa contraerea presso la Scuola di artiglieria controaerei dell'esercito a Sabaudia (la scuola di Sabaudia dipende dalla Scuola di artiglieria per ragioni di servizio della truppa). I rimanenti reggimenti d'artiglieria (compresa la difesa NBC e l'informazione operativa) dipendono oggi da una brigata di sostegno dell'artiglieria e dalle singole brigate da battaglia. Le formazioni di difesa contraerea sono state concentrate in una brigata di difesa contraerea dell'esercito, mentre nell'ambito delle altre brigate esistono unità minori. Attualmente l'equipaggiamento più importante dell'artiglieria italiana è costituito dai lanciamissili MLRS e dagli obici PZH 2000.

### Artiglieria da fortezza e da piazza
- 1º RA /Reggimento operai (1860-1865)
  - 1º Reggimento pontieri (1865-1870)
- 2º RA / Reggimento da piazza (1860-1870)
- 3º RA / Reggimento da piazza (Roma, 1860-1870)
- 4º RA / Reggimento da piazza (1860-1870)
- 1º RA da fortezza (1887-1895)
  - 1º RA da fortezza (Genova, 1911-1919)
- 2º RA da fortezza (1887-1895)
  - 2º RA da fortezza (1911-1919)
- 3º RA da fortezza (1887-1895)
  - 3º RA da fortezza (Santo Stefano di Cadore, 1911-1919)
- 4º RA da fortezza (1887-1895)
  - 4º RA da fortezza (1911-1919)
- 5º RA da fortezza (1887-1895)
  - 5º RA da fortezza (1911-1919)
- 6º RA da fortezza (Torino, 1911-1919)
- 7º RA da fortezza (1911-1919)
- 8º RA da fortezza (1911-1919) --> vedi Artiglieria d'armata / 3º RA pesante "Volturno"
- 9º RA da fortezza (1911-1919)
- 10º RA d'assedio (1911-1919)
- 11º RA da fortezza (1873-1887)
- 12º RA da fortezza (1873-1887)
- 13º RA da fortezza (1873-1887)
- 14º RA da fortezza (1873-1887)
- 15º RA da fortezza (1882-1887)
- 16º RA da fortezza (1882-1887)

### Artiglieria di linea
- 11º RA (Foligno, 1870-1873)
  - 1º RA (Foligno, 1874-1882)
  - 1º RAP (Foligno, 1882-1934) (Motto: Ultra primum)
  - 1º RA per Divisione di fanteria (Foligno, 1934-1935)
  - 1º RA "Cacciatori delle Alpi" (Foligno, 1935-1943) (Motto: Ultra primum)
  - 1º RAP (L'Aquila, 1948-1953)
  - 1º RAZ "Pozzuolo del Friuli" (Civitavecchia, 1953-1958)
  -  1º GA da campagna semovente "Cacciatori delle Alpi" (Bracciano, 1976-1981)
  -  1º Gruppo artiglieria "Cacciatori delle Alpi" (Bracciano, 1981-1999)
- 2º RA "Del Metauro" (Motto: Peditis praesidium et comes)
  - 2º RAP (Motto: Peditis praesidium et comes)
  - 2º Reggimento artiglieria "Messina" (Pesaro)
- 3º RA "Di Fossalta" (Motto: Ardoris peritus)
  - 3º RAP (Motto: Ardoris peritus)
  - 3º RA "Pistoia" (Bologna)
  -  3º Gruppo artiglieria "Pastrengo" (Vercelli, 1975-1991) (Motto: Ardoris peritus)
- 4º RA "Del Carnaro" (Motto: Abrumpo cohortes)
  - 4º RAP (Motto: Abrumpo cohortes)
  - 4º Reggimento artiglieria "Bergamo" (Laurana)
- RAP (Venaria Reale, 1850-1859)
  - 1º RAP (Venaria Reale, 1859-1860)
  - 5º RA / Reggimento da campagna (Venaria Reale, 1860-1870)
  - 5º RA (Venaria Reale, 1870-1882)
  - 5º RAP (Venaria Reale, 1882-1934) (Motto: Ab origine fama)
  - 5º RA per Divisione di fanteria (Venaria Reale, 1934-1935)
  - 5º RA "Superga" (Venaria Reale, 1935-1943) (Motto: Ab origine fama)
  - 5º RAP (Albenga, Palmanova, Udine, 1947-1954)
  -  5º RAP "Mantova" (Udine, 1954-1976)
  - 5º GAP "Superga" (Udine, 1976-1981)
  - 5º GA pesante campale "Superga" (Udine, 1981-1992)
  - 5º RA pesante campale "Superga" (Udine, 1992-2001) (Motto: Ab origine fama)
  -  5º Reggimento artiglieria terrestre "Superga" (Portogruaro, 2001 - oggi)
- 6º RA / Reggimento da campagna (1860-1870)
  - 6º RA "Dell'Isonzo" (Motto: Igniferis telis in hostem)
  - 6º RAP (Motto: Igniferis telis in hostem)
  - 6º Reggimento artiglieria "Isonzo" (Gorizia)
- 7º RA / Reggimento da campagna (Modena, Firenze, Pisa, 1860-1870)
  - 7º RA (Pisa, 1870-1882)
  - 7º RAP (Pisa, 1882-1934) (Motto: Ferro ignique viam per hostem)
  - 7º RA per Divisione di fanteria (Pisa, 1934-1935)
  - 7º RA "Curtatone e Montanara" (Pisa, 1935-1939) (Motto: Ferro ignique viam per hostem)
  - 7º RA "Cremona" (Pisa, 1939-1946)
  - 7º RAP (Torino, 1946-1975) (Motto: Col ferro e col fuoco contro il nemico)
  - 7º GA da campagna "Adria" (Torino, 1975-1992)
  - 7º RA pesante campale "Cremona" (Torino, Civitavecchia, 1992-1998)
  -  7º Reggimento difesa NBC "Cremona" (Civitavecchia, 1998 - oggi) (Motto: Col ferro e col fuoco contro il nemico)
- 8º RA / Reggimento da campagna (Firenze, Napoli, Padova, Verona, 1860-1870) [Peschiera, 1848; Mola di Gaeta 1860] 
  - 8º RA (Verona, 1870-1882)
  - 8º RAP (Verona, 1882-1934) (Motto: Vis ignea) [San Daniele del Friuli, 1917]
  - 8º RA per Divisione di fanteria (Verona, 1934-1935)
  - 8º RA "Del Pasubio" (Verona, 1935-1943) (Motto: Vis ignea) [Nikolajewka 1942-1943]
  - 8º RAP (Vicenza, Livorno, 1947-1960)
  - 8º RAN (Palmanova, 1960-1975)
  - 8º GA da campagna semovente "Pasubio" (Banne, 1975-1992)
  - 8º RAN "Pasubio" (Banne, Sgonico, Udine, 1992-2002)
  -  8º Reggimento artiglieri terrestre "Pasubio" (Persano, 2002 - oggi) (Motto: Vis ignea)
- 10º RA / Reggimento da campagna (Pavia, 1863-1864)
  - 9º RA / Reggimento da campagna (Pavia, 1864-1870)
  - 9º RA (Pavia, 1870-1873)
  - 9º RAP (Pavia, Trento, 1873-1934) (Motto: Cum peditibus in proelio versari)
  - 9º RA per Divisione di fanteria (Trento, 1934-1935)
  - 9º RA "Del Brennero" (Trento, Bolzano, 1935-1943) (Motto: Cum peditibus in proelio versari)
  - 9º RAP Controcarro (Bressanone, Lucca, 1947-1951)
  - 9º RAP (Lucca, 1951-1953)
  - 9º RAS di Corpo d'armata (Lucca, 1953-?) (Motto: Alla meta col cuore e coll'acciaio)
  - 9º GA da campagna semovente "Brennero" (Bressanone, 1975-?)
  - 9º Reggimento artiglieria "Brennero" (Bressanone, ?-?)
- 10º RA "Del Volturno" (Motto: Agmina rumpo)
  - 10º RAP (Motto: Agmina rumpo)
  - 10º Reggimento artiglieria "Bologna" (Libia)
- 11º RAP (Alessandria, 1884-1934) (Motto: Corde et igne audere semper)
  - 11º RA per Divisione di fanteria (Alessandria, 1934-1935)
  - 11º RA "Del Monferrato" (Alessandria, 1935-1939) (Motto: Corde et igne audere semper)
  - 11º RA "Ravenna" (Alessandria, 1939-1942)
  - 11º RA motorizzato (Alessandria, 1943-1944)
  - 11º RAP "Legnano" (Alessandria, Brescia, Cremona, 1944-1975)
  -  11º Gruppo artiglieria da campagna semovente "Monferrato" (Cremona, 1975-1991) (Motto: Corde et igne audere semper)
- 12º RA "Della Sila" (Motto: Audere ultima)
  - 12º RAP (Motto: Audere ultima)
  - 12º RA "Savona" (Libia)
  -  12º Gruppo artiglieria campale semovente "Capua" (1976-1991)
- 13º RAP (Roma, 1888-1934) (Motto: In urbe signifer, in acie princeps)
  - 13º RA per Divisione di fanteria (Roma, 1934-1935)
  - 13º RA "Granatieri di Sardegna" (Roma, 1935-1943) (Motto: In urbe signifer, in acie princeps)
  - 13º RAP (Roma, L'Aquila, 1948-1975)
  - 13º GA da campagna "Magliana" (Civitavecchia, 1975-1992)
  - 13º GA da campagna semovente "Magliana" (Civitavecchia, 1992)
  -  13º Reggimento artiglieria da campagna semovente "Granatieri di Sardegna" (Civitavecchia, 1992-1995) (Motto: Dura la volontà ferma la fede)
- 14º RAP (Pesaro, Ferrara, 1888-1934) (Motto: Vox mea jus patriae)
  - 14º RA per Divisione di fanteria (Ferrara, 1934-1935)
  - 14º RA "Delle Murge" (Ferrara, 1935-1939) (Motto: Vox mea jus patriae)
  - 14º RA "Ferrara" (Ferrara, 1939-1943) (Albania)
  - 14º RAP (Foggia, Trieste, 1949-1975)
  -  14º Gruppo artiglieria da campagna "Murge" (Trieste, 1975-1991)
- 15º RA "Del Montenero" (Motto: Per medios hostes vi iter aperio)
  - 15º RAP (Motto: Per medios hostes vi iter aperio)
  - 15º Reggimento artiglieria "Puglie" (Conegliano)
- 16º RA "Della Sabauda" (Motto: Hostium vim impavide sustinere)
  - 16º RAP (Motto: Hostium vim impavide sustinere)
  - 16º Reggimento artiglieria "Sabauda" (Cagliari)
- 17º RA da campagna (Novara, Monfalcone, Novara, 1888-1934) (Motto: Vehementer et fortiter)
  - 17º RA per Divisione di fanteria (Novara, 1934-1935)
  - 17º RA "Della Sforzesca" (Novara, 1935-1943) (Motto: Vehementer et fortiter)
  - 17º RAP (Novara, 1947-1953) [da reparti d'artiglieria del Gruppo di combattimento "Cremona"]
  - 17º Raggruppamento artiglieria contraerei D.A.T. (Lodi, Savona, 1953-1962)
  - 17º Raggruppamento artiglieria contraerei (Savona, Bologna, 1962-1964)
  - 17º RAV leggera (Bologna, Brescia, 1964-1975) [da personale e mezzi del III RAV leggera]
  - 17º GAV leggera "Sforzesca" (Villafranca, 1975-1993)
  - 17º RAV "Sforzesca" (Villafranca, Ghedi, Istrana, 1993)
  -  17º Reggimento artiglieria controaerei "Sforzesca" (Mestre, 1996, Rimini 1997-2001, Sabaudia, 2001 - oggi) (Motto: Con forza ed ardimento)
- 18º RA da campagna (L'Aquila, 1888-1934) (Motto: Immota pas manet (1890) - Motto: Magis magisque (1932)) [da personale e mezzi del IV e VII RA]
  - 18º RA di Divisione di fanteria (L'Aquila, 1934-1935)
  - 18º RA "Del Gran Sasso" (L'Aquila, 1935-1939) (Motto: Magis magisque)
  - 18º RA "Pinerolo" (L'Aquila, 1939-1943)
  - 18º RAP controcarri (Fossano, Udine, Roma, 1947-1952)
  - 18º RAP (Roma, 1952-1953)
  - 18º RAV pesante (Foligno, Rimini, 1953-1963)
  - 18º RAV leggera (Rimini, 1963-1975) (Motto: Magis magisque)
  - 18º GA da campagna "Gran Sasso" (Bracciano, 1976-1981)
  -  18º Reggimento artiglieria controaerei (Rimini, Sabaudia, 1992-1997) (Motto: Magis magisque)
- 19º RA "Di Gavinana" (Motto: Certamen honor et gloria)
  - 19º RAP (Motto: Certamen honor et gloria)
  - 19º RA "Venezia" (Albania)
  - 19º GA campale semovente "Rialto" (Sequals, 1976-1991) (Motto: Certamen honor et gloria)
  -  19º Gruppo artiglieria campale semovente "Rialto" (Maniago, 1991-1993) (Motto: Certamen honor et gloria)
- 20º RA "Del Piave" (Motto: Crebis micat ignibus)
  - 20º RAP (Motto: Crebris micat ignibus)
  - 20º RA "Piave" (Padova)
  -  20º Gruppo artiglieria campale cemovente "Piave" (Maniago, 1976-1991)
- 21º RAP (Piacenza, Milano, Piacenza, 1888-1934) (Motto: Meo exemplo acrius pugnatur)
  - 21º RA per Divisione di fanteria (Piacenza, 1934-1935)
  - 21º RA "Po" (Piacenza, 1935-1936)
  - 21º RA "per Divisione motorizzata "Po" (Piacenza, 1936-1939) (Motto: Meo exemplo acrius pugnatur)
  - 21ºRA "Trieste" (1939-1943)
  - 21º RAP (Bologna, Modena, Forlì, 1950-1960)
  - GA da campagna "Trieste" (Bologna, 1960-1975)
  - 21º GA da campagna "Romagna" (Bologna, 1975-1991)
  - 21º GA da campagna semovente "Romagna" (Bologna, 1991-1993)
  - 21º RAN "Trieste" (Bologna, 1993-2001)
  -  21º Reggimento artiglieria terrestre "Trieste" (Foggia, 2001 - oggi) (Motto: Ardente la fiamma intrepido il cuore)
- 22º RAP (Palermo, 1888-1934) (Motto: Quantum loqui tantum agere)
  - 22º RA per Divisione di fanteria (Palermo, 1934-1937)
  - 22º RA "Vespri" (Palermo, 1937-1939) (Motto: Quantum loqui tantum agere)
  - 22º RA "Aosta" (Palermo, 1939-1943)
  - 22º RA S.I. "Aosta" (Palermo, 1944-1946)
  - GA "Aosta" (Palermo, 1946-1948)
  - 22º RAP (Palermo, 1948-1953)
  - 22º Reggimento artiglieria pesante campale (Palermo, 1953-1958) (Motto: Agire tenacemente)
- 23º RA "Del Timavo" (Motto: ...cui la sfida è gioia, il dovere è legge)
  - 23º RAP (Motto: ...cui la sfida è gioia, il dovere è legge)
  - 23º Reggimento artiglieria "Re" (Udine)
- 24º RAP (Napoli, Schio, Messina, 1888-1934) (Motto: Mea arma hostibus monitus ac metus)
  - 24º RA per Divisione di fanteria (Messina, 1934-1935)
  - 24º RA "Peloritana" (Messina, 1935-1939) (Motto: Mea arma hostibus monitus ac metus)
  - 24º RA "Piemonte" (Messina, 1939-1943)
  - 24º RAP (Messina, 1951-1961)
  - GA da campagna "Aosta" (Messina, 1961-1975)
  - 24º GA da campagna "Peloritani" (Messina, 1975-1992)
  -  24º Reggimento artiglieria da campagna semovente "Peloritani" (Messina, 1992 - oggi) (Motto: Nell'antico valor la nostra guida)
- 25º RA "Dell'Assietta" (Motto: Fulget ignis)
  - 25º RAP (Motto: Fulget ignis)
  - 25º Reggimento artiglieria "Assietta" (Asti)
- 26º RA "Del Rubicone" (Motto: Loco et tempore)
  - 26º RAP (Motto: Loco et tempore)
  - 26º Reggimento artiglieria "Pavia" (Libia)
- 27º RAP (Milano, 1912-1934)
  - 27º RA per Divisione di fanteria (Milano, 1934-1935)
  - 27º RA "Di Legnano" (Milano, 1935-1939) (Motto: Semper audere)
  - 27º RA "Cuneo" (Milano, 1939-1943)
  - 27º RAP controcarri "Legnano" (Milano, 1948-1952)
  - 27º RA controcarri di Corpo d'armata (1952)
  - 27º RA pesante campale (Milano, 1952-1957)
  - 27º RA pesante campale semovente (Milano, Udine, 1957-1964)
  - 27º RA pesante semovente (Udine, 1964-1985)
  - 27º GA pesante semovente "Marche" (Udine, 1985-1992)
  -  27º Reggimento artiglieria pesante semovente "Marche" (Udine, 1992-1995) (Motto: Semper audere)
- 28º RAP (Parma, 1912-1920)
  - 28º RAP (Cuneo, 1926-1934) (Motto: Ferro ignique)
  - 28º RA per Divisione di fanteria (Cuneo, 1934-1935)
  - 28º RA "Di Monviso" (Cuneo, 1935-1939) (Motto: Ferro ignique)
  - 28º RA "Livorno" (Cuneo, 1939-1943)
  - 28º GA da campagna "Livorno" (Ticesimo, Tarcento, 1975-1986)
  - 28º GA da campagna semovente "Livorno" (Tarcento, 1986-1993)
  -  28º Reggimento artiglieria da campagna semovente "Livorno" (Tarcento, 1993-1995) (Motto: Col ferro e col fuoco)
- 29º RA "Di Cosseria" (Motto: Arduum ac insuetum per iter)
  - 29º RAP (Motto: Arduum ac insuetum per iter)
  - 29º Reggimento artiglieria "Modena" (Albenga)
- 30º RA "Leonessa" (Motto: Fulminis ictus)
  - 30º RAP (Motto: Fulminis ictus)
  - 30º Reggimento artiglieria "Lupi di Toscana" (Brescia)
- 32º Reggimento artiglieria "Marche" (Treviso)
- 33º RAP (Terni, 1915-1920)
  - 33º RA "Acqui" (Alba, Merano, 1939-1943) [Keffalonia]
  - 33º RAP (Pisa, Padova, Treviso, 1947-1975)
  - 33º GAP "Terni" (Treviso, 1976-1991)
  - 33º GA pesante campale "Terni" (Casarsa della Delizia, 1991-1993)
  -  33º Reggimento artiglieria terrestre "Acqui" (Casarsa, L'Aquila, 1993-2013) (Motto: Alto l'onor tenemmo)
- 34º Reggimento artiglieria "Sassari" (Trieste)
- 35º RAP (Bari, 1915-1920)
  - 35º RA "Friuli" (Pisa, Trento, 1939-1947)
  - 35º RAP (Rimini, 1947-1953)
  - GA da campagna "Friuli" (Livorno, Rovezzano, 1960-?) (Motto: Tempro il cuore alla vittoria)
  - 35º RA "Friuli" (Livorno)
  -  35º Gruppo artiglieria da campagna "Riolo" (Livorno, 1975-1991)
- 36º Reggimento artiglieria "Forlì'" (Saluzzo)
- 37º Reggimento artiglieria "Cosseria" (Albenga)
- Reggimento misto di artiglieria della Sardegna (Motto: Eminus sed pariter vigilans et paratus)
  - 40º RA "Caprera" (Motto: Eminus sed pariter vigilans et paratus)
  - 40º Reggimento artiglieria "Calabria" (Sassari)
- 41º RAP (1915-1919)
  - 41º RA "Firenze" (Firenze, 1939-1943)
  - 41º RAP controcarri (Firenze, Bassano del Grappa, 1947-1951)
  - 41º RA controcarri (Bassano del Grappa, Padova, 1951-1952)
  - 41º RA pesante campale (Padova, 1952-1976) (Motto: Cuore saldo non fallisce il colpo)
  - 5º GAS "Cordenons" (Cordenons, 1976)
  - 41º GAS "Cordenons" (Casarsa della Delizia, Pordenone, Casarsa della Delizia, 1977-1999)
  - 41º Gruppo sorveglianza e acquisizione obiettivi (Casarsa della Delizia, 1999-2001)
  -  41º Reggimento artiglieria terrestre "Cordenons" (Casarsa della Delizia, 2001) (Motto: Ignis intellectus)
- 42º Reggimento artiglieria "Sabratha" (Garian, Libia) (Motto: Solo se tace il cuore tace il cannone)
- 43º Reggimento artiglieria "Sirte" (Homs, Libia) (Motto: Si contano i colpi, non si conta la vita)
- 44º Reggimento artiglieria "Marmarica" (Derna, Libia) (Motto: Dell'aquila l'ala e il rostro)
- 45º Reggimento artiglieria "Cirene" (el Abiar, Libia) (Motto: Coi fanti e per i fanti)
- 46º RA "Divisione motorizzata Trento" (Motto: Giungo rapido, potente abbatto)
  - 46º RA "Trento"
  -  46º Gruppo artiglieria (Motto: Giungo rapido, potente abbatto)
- 47º RAP (1915-1919)
  - 47º RA "Bari" (Bari, 1939-1944)
  -  47º Reggimento artiglieria di campagna "Gargano" (S. Maria Capua Vetere, 1951-1981) (Motto: Nuovi cimenti, nuove glorie)
- 48º RAP (1915-1919)
  - 48º RA per Divisione di fanteria (Albenga, 1935-1936)
  - 48º RA "Taro" (Nola, 1939-1943)
  - 48º GA da campagna "Taro" (L'Aquila, 1975-1992)
  -  48º Reggimento artiglieria da campagna semovente "Taro" (L'Aquila, 1992-?) (Motto: Risorto per nuovi allori)
- 49º Reggimento artiglieria "Parma" (Teramo)
- 50º Reggimento artiglieria "Regina" (Rodi, Grecia) (Motto: Coelo et mari tonantem)
- 51º Reggimento artiglieria "Siena" (Caserta)
- 52º RAP (Padova, 1916-1918)
  - 52º RA "Peloritana II" (Messina, 1935-1936)
  - 52º RA "Torino" (Civitavecchia, 1938-1943)
  - 52ºRAP controcarri "Cremona" (Acqui, 1947-1951)
  - 52º RAP (Acqui, 1951-1953)
  - 52º RA pesante (Alessandria, Brescia, 1953-1975)
  - 52º GA da campagna "Venaria" (Brescia, 1975-1991)
  - 52º RAN "Venaria" (Brescia, 1991-1992)
  - 52º RAN "Torino" (Brescia, Vercelli, 1992-2001) (Motto: Domino e domo)
  -  52º Reggimento artiglieria terrestre "Torino" (Vercelli, 2001 - oggi)
- 53º Reggimento artiglieria "Arezzo" (Albania)
- 54º Reggimento artiglieria "Napoli" (Caltanissetta)
- 55º Reggimento artiglieria "Brescia" (Libia)
- 56º Reggimento artiglieria "Casale" (Rimini)
- 57º Reggimento artiglieria "Lombardia" (Pola)
- 58º Reggimento artiglieria "Legnano" (Milano)
- 59º Reggimento artiglieria "Cagliari" (Casale)
- 60º Reggimento artiglieria "Granatieri di Savoia"
- 80º Reggimento artiglieria "La Spezia"
- 108º RA "Cosseria" (1941-1943?)
  -  108º Gruppo artiglieria pesante campale "Cosseria" (Casarsa, 1976-?)
- 117º Reggimento artiglieria "Rovigo"
- 120° RA motorizzato (1941-1943) (Motto: Nuove vampe nella grande fiamma)[1]
  -  120º Gruppo artiglieria semovente "Po" (Palmanova, 1975-1991)
- 121º RA di Divisione di fanteria (1941-1942)
  - 121º RA "Ravenna" (1942-1943)
  - 121º RAP (Reggio Emilia, Modena, 1951-1953) (Motto: La fede è la scintilla del mio fuoco)
  - 121º RAV pesante (Modena, Bologna, 1953-1970)
  - 121º RAV leggera (Bologna, 1970-1993) (Motto: La fede è la scintilla del mio fuoco) (Motto: Fide itur ad astra (dal 1989))
  -  121º Reggimento artiglieria controaerei "Ravenna" (Bologna, 1997 - oggi) (Motto: Fide itur ad astra)
- 151º Reggimento artiglieria "Perugia"
- 152º Reggimento artiglieria "Piceno"
- 153º Reggimento artiglieria "Macerata"
- 154º Reggimento artiglieria "Murge"
- 115º RA "Emilia" (Ancona, 1941-1944) [1942-1943 Jugoslavia]
  - 155º RA "Mantova" (Piacenza, 1944-1946)
  - 155º RAP (Bra, Udine, 1946-1954)
  - 155º RAS di Corpo d'armata (Udine, 1954-1956)
  - 155º RAS controcarri (Udine, 1956- ?)
  - 155º RA "Emilia" (? -1964)
  -  155º Gruppo artiglieria pesante campale semovente "Emilia" (1976-1992) (Motto: Proteso ad ogni ardimento)
- 156º Reggimento artiglieria "Vicenza"
- 157º Reggimento artiglieria "Novara"
- 158º Reggimento artiglieria "Zara"
- 159º Reggimento artiglieria "Veneto"
- 166º Reggimento artiglieria "Per divisione di fanteria"
- 201º Reggimento artiglieria "II" (Mot.)
- 203º Reggimento artiglieria "Catanzaro"
- 201º Reggimento artiglieria "CC.NN."
- 202º Reggimento artiglieria "CC.NN."
- 203º Reggimento artiglieria "CC.NN."
- 204º Reggimento artiglieria "CC.NN."
- 205º RA "Bologna" (1940-1942)
  -  205º Gruppo artiglieria pesante campale "Lomellina" (Vercelli, 1975-1991) (Motto: Con perizia e con valore)
- 1º Reggimento artiglieria libica
- 2º Reggimento artiglieria libica

### Artiglieria paracadutisti
- 184º RA "Nembo" (1942-1944)
  - RA "Folgore" (Montecatini, 1944-1947)
  - 184º RA "Folgore" (Montecatini, Lucca, 1947-1948)
  - 184º RAP (Pordenone, Treviso, 1948-1953)
  - 184º GAP "Filottrano" (Treviso, Padova, Trento, Gradisca, 1976-1993)
  -  184º Reggimento artiglieria da campagna semovente "Nembo" (Gradisca, 1993-1996) (Motto: Non cedemmo)
- RA di Divisione paracadutisti (Tarquinia, 1941-1942)
  - 185º RA "Folgore" (1942)
  - Batteria di artiglieria da campagna paracadutisti (Livorno, 1958-1963)
  - GA da campagna paracadutisti (Livorno, Pisa, Livorno, 1963-1975)
  - 185º GA da campagna paracadutisti "Viterbo" (1975-1992)
  - 185º RA paracadutisti "Folgore" (Livorno, 1992-2000)
  - 185º Reggimento artiglieria terrestre (paracadutisti acquisizione obiettivi) "Folgore" (2000 - 2004)
  - 185º Reggimento paracadutisti acquisizione obiettivi "Folgore" (2004 - 2013)
  -  185º Reggimento artiglieria terrestre paracadutisti "Folgore" (Bracciano, 2013 - oggi) (Motto: Come folgore sempre ed ovunque)

### Artiglieria alpina
- Reggimento artiglieria da montagna (Torino, 1887-1909)
  - 1º RA da montagna (Torino, Cuneo, Torino, 1909-1934) (Motto: Nulla via invia) [1911-1912 G. italo-turca; 1915-1918 ...]
  - 1º RAA (Torino, 1934-1935)
  - 1º RAA "Taurinense" (Torino, 1935-1943) (Torino) (Motto: Nulla via invia) [1935-1936 Etiopia]
  -  1º RA montagna (Rivoli Torinese, 1952-1975)
  - GA da montagna "Aosta" (Saluzzo, 1975-1991)
  - RA da montagna "Aosta" (Fossano, 1991-1992)
  - 1º RA da montagna (Fossano, 1992-2001) (Motto: Nulla via invia)
  -  1º Reggimento artiglieria terrestre (montagna) (Fossano, 2001 - oggi)
- 2º RA da montagna (1909-1915)
  - 3º RA da montagna (Bergamo, 1915-1926) [1915-1918 ...; 1919 Libia]
  - 2º RA da montagna (Bergamo, 1926-1934) (Motto: Per ardua ardens)
  - 2º RAA (Bergamo, 1934-1935)
  - 2º RAA "Tridentina" (Bergamo, Merano, 1935-1943) (Merano) (Motto: Per ardua ardens) [1935-1936 Africa orientale; 1940 Fronte occidentale; 1940-1941 Grecia, Albania; 1942-1943 Russia]
  -  2º RA da montagna (Bolzano, 1951-1975) (Motto: Per ardua ardens)
  - GA da montagna "Vicenza" (Brunico, Elvas, 1975-1991)
  - GA pesante campale "Vicenza" (Trento, 1991-1992)
  - 2º RA pesante campale "Vicenza" (Trento, 1992-1996) (Motto: Per ardua ardes)
  - 2º RAA "Vicenza" (Trento, 1996-2015)
  - 2º RAT (pesante campale alpina) (Trento, 1996-2015)
  -  2º Reggimento artiglieria terrestre "Vicenza" (Trento, 1996-2015)
- Brigata artiglieria da montagna del Veneto (Conegliano, 1902-1909)
  - 2º RA da montagna (Vicenza, Belluno, 1909-1926) [1911-1912 G. italo-turca; 1915-1918 Fronte orientale]
  - 3º RA da montagna (Gorizia, 1926-1934) (Motto: Nobis incedentibus rupes ruunt)
  - 3º RAA (Gorizia, 1934-1935)
  - 3º RAA "Julia" (Gorizia, 1935-1943) (Motto: Nobis incedentibus rupes ruunt) [1935-1936 Africa orientale; 1940-1942 Grecia, Albania; 1942-1943 Russia]
  -  3º RA da montagna (Udine, Gemona, 1951-1975)
  - GA da montagna "Conegliano" (Gemona, Udine, Tolmezzo, 1975-1992)
  - 3º RA da montagna (Tolmezzo, 1992-2000) (Motto: Nobis incedentibus rupes ruunt)
  -  3º Reggimento artiglieria terrestre (montagna) (Remanzacco, 2000 - oggi)
- 4º RA da montagna (1934) 	
  - 4º Reggimento artiglieria alpina "Cuneense" (1934-1943) (Cuneo) (Motto: Su tutte l'erte e sopra ogni cima)
  -  GA da montagna "Pinerolo" (Susa 1975-1992)
- 5º RAA "Pusteria" (Belluno, 1935-1943) (Motto: Sopra gli altri come aquila vola) [1935-1936 Etiopia; 1940 Fronte orientale; 1941 Grecia, Albania; 1942 Montenegro, Francia; 1943 Francia] 	
  -  5º RA da montagna (Merano, 1953-1975)
  - GA da montagna "Bergamo" (Silandro, 1975-1992)
  -  5º Reggimento artiglieria da montagna (Silandro, 1992-2001) (Motto: Sopra gli altri come aquila vola)
- 6º RAA (1941-1943)	
  -  6º RA da montagna (1953-1975)
  - GA da montagna "Lanzo" (1975-1992)
  -  6º Reggimento artiglieria da montagna (Belluno, 1992-1995) (Motto: Ferro ignique ad excelsa)
- 9º Reggimento artiglieria da montagna (1950-1973)
- 1º Raggruppamento artiglieria da montagna (costituito dal 1º RA da montagna, ?-?)
- 2º Raggruppamento artiglieria da montagna (costituito dal 1º RA da montagna, ?-?)
- 3º Raggruppamento artiglieria da montagna (costituito dal 1º RA da montagna, ?-?)
- 4º Raggruppamento artiglieria da montagna (costituito dal 1º RA da montagna, ?-?)
- 5º Raggruppamento artiglieria da montagna (costituito dal 1º RA da montagna, ?-?)
- 6º Raggruppamento artiglieria da montagna (costituito dal 2º RA da montagna, ?-?)
- 7º Raggruppamento artiglieria da montagna (costituito dal 3º RA da montagna, ?-?)
- 8º Raggruppamento artiglieria da montagna (costituito dal 2º RA da montagna, ?-?)
- 9º Raggruppamento artiglieria da montagna (costituito dal 1º RA da montagna, ?-?)
- 10º Raggruppamento artiglieria da montagna (costituito dal 1º RA da montagna, ?-?)
- 11º Raggruppamento artiglieria da montagna (costituito dal 1º RA da montagna, ?-?)
- 12º Raggruppamento artiglieria da montagna (costituito dal 1º RA da montagna, ?-?)
- Gruppo artiglieria da montagna "Agordo" (1953-1975) (inquadrato nel 6º RA da montagna) (Motto: oms, cretis, cannons dut un toc)
- Brigata artiglieria da montagna "Torino-Aosta" (1901-1910) (inquadrata nel RA da montagna)
  - GA da montagna "Torino-Aosta" (II) (1910-1923) (inquadrato nel 1º RA da montagna)
  - I GA da montagna (1923-1926) (inquadrato nel 3º RA da montagna)
  - GA da montagna "Aosta" (1926-1929) (inquadrato nel 1º RA da montagna)
  - GA da montagna "Aosta" (1929-1934) (inquadrato nel 2º RA da montagna)
  - GA da montagna "Aosta" (1934-1943) (inquadrato nel 1º RA da montagna)
  - GA "Aosta" (1943-1944)
  - GA da montagna "Aosta" (1951-1975) (inquadrato nel 1º RA da montagna)
  - Gruppo artiglieria da montagna "Aosta" (1975-1992) (autonomo, mantiene le tradizioni del 1º RA da montagna)
- GA da montagna "Asiago" (1952-1975) (inquadrato nel 2º RA da montagna)
  -  GA da montagna "Asiago" (1975-1991) (autonomo)
  - Gruppo "Asiago" (Dobbiaco) (1923-1992) (Motto: Tasi e tira)
- Brigata artiglieria da montagna "Belluno" (1909-1910) (inquadrata nel 2º RA da montagna)
  - Gruppo artiglieria da montagna "Belluno" (VIII) (1910-1923) (inquadrato nel 2º Reggimento artiglieria da montagna) [1915-1918 Fronte orientale]
  - Gruppo artiglieria da montagna "Belluno" (1923-1926) (inquadrato nel 3º Reggimento artiglieria da montagna)
  - Gruppo artiglieria da montagna "Belluno" (1926-1929) (inquadrato nel nuovo 2º Reggimento artiglieria da montagna)
  - Gruppo artiglieria da montagna "Belluno" (1929-1935) (inquadrato nel 3º Reggimento artiglieria da montagna)
  - Gruppo artiglieria da montagna "Belluno" (1935-1943) (inquadrato nel 5º Reggimento artiglieria alpina)
  - Gruppo artiglieria da montagna "Belluno" (1947-1951) (autonomo)
  -  Gruppo artiglieria da montagna "Belluno" (1951-1975) (inquadrato nel 3º Reggimento artiglieria da montagna)
  - Gruppo artiglieria da montagna "Osoppo" (1980)
- Brigata artiglieria da montagna "Bergamo" (1909-1910) (inquadrata nel 2º Reggimento artiglieria da montagna)
  - Gruppo artiglieria da montagna "Bergamo" (1910-1915) (inquadrato nel 2º Reggimento artiglieria da montagna)
  - Gruppo artiglieria da montagna "Bergamo" (XI) (1915-1926) (inquadrato nel 3º Reggimento artiglieria da montagna) [1915-1918 Frontiera orientale]
  - Gruppo artiglieria da montagna "Bergamo" (1926-1943) (inquadrato nel nuovo 2º Reggimento artiglieria da montagna) [1940 Fronte occidentale; 1940-1941 Grecia, Albania; 1942-1943 Russia]
  - Gruppo artiglieria da montagna "Bergamo" (1951-1952) (inquadrato nel 2º Reggimento artiglieria da montagna)
  - Gruppo artiglieria da montagna "Bergamo" (1953-1975) (inquadrato nel 5º Reggimento artiglieria da montagna)
  - Gruppo artiglieria da montagna "Bergamo" (Silandro, 1975-1992) (autonomo, mantiene le tradizioni del 5º Reggimento artiglieria da montagna) (Motto: Berghem de sas)
  - Gruppo artiglieria da montagna "Bergamo" (Silandro, 1992-2001) (inquadrato nel 5º Reggimento artiglieria da montagna)
- Gruppo artiglieria da montagna "Como" (XII) (1915-?) (inquadrato nel 3º Reggimento artiglieria da montagna) [1915-1918 Frontiera orientale]
- Brigata artiglieria da montagna "Conegliano" (1909-1910) (inquadrata nel 2º Reggimento artiglieria da montagna)
  - Gruppo artiglieria da montagna "Conegliano" (V) (1910-1926) (inquadrato nel 2º Reggimento artiglieria da montagna) [1915-1918 Fronte orientale; 1919 Tripolitania]
  - Gruppo artiglieria da montagna "Conegliano" (1926-1943) (inquadrato nel 3º Reggimento artiglieria da montagna)
  - Gruppo artiglieria da montagna "Conegliano" (1951-1975) (inquadrato nel 3º Reggimento artiglieria da montagna)
  - Gruppo artiglieria da montagna "Conegliano" (Udine, 1975-1991) (autonomo, mantiene le tradizioni del 3º Reggimento artiglieria da montagna)
  - Gruppo artiglieria da montagna "Conegliano" (Tolmezzo, 1991-1992) (autonomo, mantiene le tradizioni del 3º Reggimento Artiglieria da Montagna)
  - Gruppo artiglieria da montagna "Conegliano" (Tolmezzo, 1992-?) (inquadrato nel 3º Reggimento artiglieria da montagna)
  - Gruppo artiglieria da montagna "Conegliano" (Motto: Davant al Conean o si sciampe o si mur)
- Gruppo artiglieria da montagna "Gemona" (1952-1957) (inquadrato nel 3º Reggimento artiglieria da montagna)
  - Gruppo artiglieria da montagna "Udine" (Tolmezzo, 1957-1975) (inquadrato nel 3º Reggimento artiglieria da montagna) (Motto: Tasi e tira)
  - Gruppo artiglieria da montagna "Udine" (Tolmezzo, 1975-1991) (autonomo)
  - Gruppo artiglieria da montagna "Udine" (Udine, 1991-?) (autonomo)
- Gruppo artiglieria da montagna "Genova" (X) (1915-?) (inquadrato nel 3º Reggimento artiglieria da montagna) [1915-1918 Frontiera orientale]
- Gruppo artiglieria da montagna "Lanzo" (1935-1937) (inquadrato nel 5º Reggimento artiglieria da montagna) (Motto: Con il ferro e il fuoco a mete eccelse)
  - Gruppo artiglieria da montagna "Lanzo" (1937-1943) (inquadrato nel 5º Reggimento artiglieria da montagna)
  - Gruppo artiglieria da montagna "Lanzo" (Belluno, 1953-1975) (inquadrato nel 6º Reggimento artiglieria da montagna) (Motto: Con il ferro e il fuoco a mete eccelse)
  - Gruppo artiglieria da montagna "Lanzo" (Belluno, 1975-1992) (autonomo, mantiene le tradizioni del 6º Reggimento artiglieria da montagna)
  - Gruppo artiglieria da montagna "Lanzo" (Belluno, 1992-1995) (inquadrato nel 6º Reggimento artiglieria da montagna)
- Brigata artiglieria da montagna "Mondovì" (1901-1910) (inquadrata nel Reggimento artiglieria da montagna)
  - Gruppo artiglieria da montagna "Mondovì" (IV) (1910-1923) (inquadrato nel 1º Reggimento artiglieria da montagna)
  - III Gruppo artiglieria da montagna (1923-1926) (inquadrato nel 1º Reggimento artiglieria da montagna)
  - Gruppo artiglieria da montagna "Mondovì" (1926-1933) (inquadrato nel 1º Reggimento artiglieria da montagna)
  - Gruppo artiglieria da montagna "Mondovì" (1934-1943) (inquadrato nel 4º Reggimento artiglieria da montagna)
  - Gruppo artiglieria da montagna "Mondovì" (1970-1975) (inquadrato nel 1º Reggimento artiglieria da montagna) (Motto: Mai pau, mai non)
- Brigata artiglieria da montagna "Oneglia" (1901-1910) (inquadrata nel Reggimento artiglieria da montagna)
  - Gruppo artiglieria da montagna "Oneglia" (1910-1915) (inquadrato nel 1º Reggimento artiglieria da montagna)
  - Gruppo artiglieria da montagna "Oneglia" (IX) (1915-?) (inquadrato nel 3º Reggimento artiglieria da montagna) [1915-1918 Frontiera orientale; 1919 Tripolitania]
- Gruppo artiglieria da montagna "Osoppo" (1961-1975) (inquadrato nel 3º Reggimento artiglieria da montagna) (Motto: anin...vanin fortune)
  -  Gruppo artiglieria da montagna "Belluno" (Pontebba, 1980-1989) (autonomo) (Motto: Bello e uno)
- Gruppo artiglieria da montagna "Pieve di Cadore" (1953-1975) (inquadrato nel 6º Reggimento artiglieria da montagna) (Motto: Pi dur de'na piera)
  -  Gruppo artiglieria da montagna "Agordo" (1975-1991) (autonomo)
- Gruppo artiglieria da montagna "Torino-Pinerolo" (III) (1915-1923) (inquadrato nel 1º Reggimento artiglieria da montagna)
  - II Gruppo artiglieria da montagna (1923-1926) (inquadrato nel 1º Reggimento artiglieria da montagna)
  - Gruppo artiglieria da montagna "Pinerolo" (1926-1934) (inquadrato nel 1º Reggimento artiglieria da montagna)
  - Gruppo artiglieria da montagna "Pinerolo" (1934-1943) (inquadrato nel 4º Reggimento artiglieria da montagna)
  - Gruppo artiglieria da montagna "Pinerolo" (1951-1962) (inquadrato nel 1º Reggimento artiglieria da montagna)
  - Gruppo artiglieria da montagna "Pinerolo" (Tolmezzo, 1962-1975) (inquadrato nel 3º Reggimento artiglieria da montagna)
- 4º Gruppo pesante campale "Pusteria" (Trento, 1986-1992) (Motto: Rapido e Potente)
- 9º Gruppo pesante campale "Rovigo" (Verona, 1975-1995)  (Motto: Con il fuoco colpiamo le retrovie del nemico)
- Gruppo artiglieria da montagna "Sondrio" (Vipiteno, 1953-1975) (inquadrato nel 1º Reggimento artiglieria da montagna) (Motto: Più in alto dell'aquila)
  -  Gruppo artiglieria da montagna "Sondrio" (Vipiteno, 1975-1989) (autonomo)
- Brigata artiglieria da montagna "Torino-Susa" (1901-1910) (inquadrata nel Reggimento artiglieria da montagna)
  - Gruppo artiglieria da montagna "Torino-Susa" (I) (1910-1923) (inquadrato nel 1º Reggimento artiglieria da montagna)
  - I Gruppo artiglieria da montagna (1923-1926) (inquadrato nel 1º Reggimento artiglieria da montagna)
  - Gruppo artiglieria da montagna "Susa" (1926-1935) (inquadrato nel 1º Reggimento artiglieria da montagna)
  - Gruppo artiglieria da montagna "Susa" (1935-1937) (inquadrato nel 16º Reggimento artiglieria)
  - Gruppo artiglieria da montagna "Susa" (1937-1943) (inquadrato nel 1º Reggimento artiglieria da montagna)
  - Gruppo artiglieria da montagna "Susa" (1951-1975) (inquadrato nel 1º Reggimento artiglieria da montagna) (Motto: Susa d'fer)
  - Gruppo artiglieria da montagna "Pinerolo" (Susa, 1975-1992) (inquadrato nel 1º Reggimento artiglieria da montagna) (Motto: Mai niun davanti)
- Gruppo artiglieria da montagna "Udine" (VI) (1915-1926) (inquadrato nel 2º Reggimento artiglieria da montagna) [1915-1918 Fronte orientale]
  - Gruppo artiglieria da montagna "Udine" (1926-1943) (inquadrato nel nuovo 3º Reggimento artiglieria da montagna)
  - Gruppo artiglieria da montagna "Udine" (Tolmezzo, Udine, 1975-1992) (autonomo)
  -  Gruppo artiglieria controaerei leggera "Udine" (Vacile di Spilimbergo, 1992-1995) (Motto: Tira e tàs)
- Gruppo artiglieria da montagna "Verona" (1952-1975) (inquadrato nel 2º Reggimento artiglieria da montagna) (Motto: Né discendere né morire!)
- Gruppo artiglieria da montagna "Vestone" (1953-1975) (inquadrato nel 1º Reggimento artiglieria da montagna)
- Brigata artiglieria da montagna "Vicenza" (1909-1910) (inquadrata nel 2º Reggimento artiglieria da montagna)
  - Gruppo artiglieria da montagna "Vicenza" (VII) (1910-1926) (inquadrato nel 2º Reggimento artiglieria da montagna) [1915-1918 Fronte orientale]
  - Gruppo artiglieria da montagna "Vicenza" (1926-1943) (inquadrato nel nuovo 2º Reggimento artiglieria da montagna)
  - Gruppo artiglieria da montagna "Vicenza" (1952-1975) (inquadrato nel 2º Reggimento artiglieria da montagna)
  - Gruppo artiglieria da montagna "Vicenza" (Brunico, 1975-1991) (autonomo, mantiene le tradizioni del 2º Reggimento artiglieria da montagna)
  - Gruppo artiglieria pesante campale "Vicenza" (Brunico, 1991-1992) (autonomo, mantiene le tradizioni del 2º Reggimento artiglieria da montagna)
  - Gruppo artiglieria pesante campale "Vicenza" (Brunico, 1992-?) (inquadrato nel 2º Reggimento artiglieria pesante campale "Vicenza")
- IV Gruppo artiglieria da montagna (obici) (1923-1926) (inquadrato nel 1º Reggimento artiglieria da montagna)
  - IV Gruppo artiglieria (1926-?) (inquadrato nel 28º Reggimento artiglieria da campagna)
- IV Gruppo artiglieria da montagna (obici) (1923-1926) (inquadrato nel 3º Reggimento artiglieria da montagna)
  - IV Gruppo artiglieria (1926-?) (inquadrato nel 9º Reggimento artiglieria da campagna)
- IV Gruppo artiglieria da montagna (obici) (1923-1926) (inquadrato nel 2º Reggimento artiglieria da montagna)
  - IV Gruppo artiglieria (1926-?) (inquadrato nel 6º Reggimento artiglieria da campagna)
- XXI Gruppo artiglieria da montagna (1923-?) (inquadrato nel 3º Reggimento artiglieria da montagna)
- XXVI Gruppo artiglieria da montagna (1923-?) (inquadrato nel 3º Reggimento artiglieria da montagna)
- XXIX Gruppo artiglieria da montagna (1923-?) (inquadrato nel 2º Reggimento artiglieria da montagna)
- Gruppo artiglieria da montagna "Val Camonica" (1940-1943)
- Gruppo artiglieria da montagna "Val Chisone" (1939-1942) (inquadrato nel 6º Reggimento artiglieria alpina)
  - Gruppo artiglieria da montagna "Val Chisone" (1942-1943) (autonomo?)
  - Gruppo artiglieria da montagna "Val Chisone" (1943) (inquadrato nel 6º Reggimento artiglieria alpina)
- Gruppo artiglieria da montagna "Val d'Adige" (1939-1943) (inquadrato nel 6º Reggimento artiglieria alpina) [1941-1942 Montenegro; 1943 Liguria]
- Gruppo artiglieria da montagna "Val d'Orco" (1939-1943) (inquadrato nel 6º Reggimento artiglieria alpina)
- Gruppo artiglieria da montagna "Valle Isonzo" (1939-1940) (inquadrato nel 3º Reggimento artiglieria alpina, poi nel 2º Gruppo alpini (Campagna di Francia)) (ricostituito nel 1941) [1941 Grecia; 1942 Montenegro]
  - Gruppo artiglieria da montagna "Valle Isonzo" (1942-1943) (autonomo)
- Gruppo artiglieria da montagna "Val Piave" (1939-1940) (inquadrato nel 5º Reggimento artiglieria da montagna)
  - Gruppo artiglieria da montagna "Val Piave" (1940-1943) (inquadrato nel 3º Reggimento artiglieria da montagna) [1942-1943 Russia]
- Gruppo artiglieria da montagna "Val Po" (1939-1943) (costituito dal deposito del 4º Reggimento artiglieria, assegnato al 2º Raggruppamento alpini (Campagna di Francia), poi inquadrato nel 3º Reggimento artiglieria da montagna (Campagna di Albania), poi inquadrato nel 4º Reggimento artiglieria (Campagna di Russia))
- Gruppo artiglieria da montagna "Val Tagliamento" (1940-1942) (autonomo?)
  - Gruppo artiglieria da montagna "Val Tagliamento" (1942-1943) (inquadrato nel 6º Reggimento artiglieria alpina)
- Gruppo artiglieria da montagna "Val Tanaro" (1939-1943) (inquadrato nel 4º Reggimento artiglieria da montagna, poi assegnato al 1º Raggruppamento alpini (Campagna di Francia), poi al 3º Reggimento artiglieria da montagna (Albania))

### Artiglieria di Divisione celere
- RA leggera (Motto: Igne celerrime diruo)
  - 1º Reggimento artiglieria di Divisione celere "Eugenio di Savoia" (Treviso, 1934-1942) (Motto: Igne celerrime diruo)
- 2º Reggimento artiglieria di Divisione celere "Emanuele Filiberto Testa di Ferro" (Ferrara, 1934-1942) (Motto: Nec sine arte ictus, nec sine virtute celeritas)
- 3º RA di Divisione celere "Principe Amedeo Duca D'Aosta" (1934-1942) (Motto: In hostem celerrime volant) 
  - RAI
  - 20º Reggimento artiglieria di Divisione celere
- 131º RA di Divisione corazzata "Centauro" (Cremona, 1939-1943) [1939 Albania; 1940 Grecia; 1942 Africa settentrionale; 1943 Tunisia]
  - 131º RAZ "Centauro" (Bracciano, Verona, Vercelli, 1951-1975)
  - 131º GA pesante campale "Vercelli" (Vercelli, 1975-1991)
  - RAI (Milano, 1991-1992)
  - 131º RAN "Centauro" (Vercelli, Barletta, 1992-1996)
  -  131º Reggimento artiglieria "Centauro" (Foggia, 1996-2001) (Motto: Fulmineo fuoco di fulminea mole)
- 132º RA di Divisione corazzata "Ariete" (Rovereto, 1939-1942) [1941-1942 Africa settentrionale]
  - 132º RAZ "Ariete" (Pordenone, Casarsa della Delizia, 1949-1975)
  - 132º GAP "Rovereto" (Casarsa della Delizia, 1976-1981)
  - 132º GA pesante campale "Rovereto" (Casarsa della Delizia, 1981-1993)
  - 132º RAN "Ariete" (Maniago, 1993-2002)
  - 132º Reggimento artiglieria corazzata"Ariete" (Maniago, 2002 - oggi) (Motto: Fulmineo e possente)
- 133º RAD "Littorio" (Cremona)
  - 133º Reggimento artiglieria corazzata "Littorio"
- 134º Reggimento artiglieria corazzata "Emanuele Filiberto"
- 135º Reggimento artiglieria corazzata "Ariete II"
- 136º Reggimento artiglieria corazzata "GG.FF."
- 235º Reggimento artiglieria semovente "Ariete II"

### Artiglieria di Corpo d'Armata
- 1º RA pesante campale (Motto: Graviter in hostem ignem conicimus)
  - 1º Reggimento artiglieria di Corpo d'Armata (Casale Monferrato) (Motto: Graviter in hostem ignem conicimus)
- 6º RA pesante campale (Vicenza, Genova, 1920-1926)
  - 2º RA pesante campale (Genova, Acqui, 1926-1934) (Motto: Nulla est tanta vis quae frangi non possit)
  - 2º RAC (Acqui, 1934-1940) (Motto: Nulla est tanta vis quae frangi non possit)
  - 2º Raggruppamento artiglieria di Corpo d'Armata (Acqui, 1940-1943)
  - 2º GA pesante campale "Potenza" (Barletta, 1976-1981)
  - 2º GA pesante campale "Potenza" (Barletta, 1986-1991)
  - 2º GA da campagna "Potenza" (Barletta, 1991-1993)
  -  2º Reggimento artiglieria da campagna semovente "Potenza" (Barletta, 1993-?) (Motto: Nulla est tanta vis quae frangi non possit)
- 4º RA pesante campale (Cremona, 1920-1926)
  - 3º RA pesante campale (Cremona, 1926-1934) (Motto: Ferro atque igni vastare)
  - 3º RAC (Cremona, 1934-1939) (Motto: Ferro atque igni vastare)
  - 3º Raggruppamento artiglieria di Corpo d'Armata (Cremona, 1939-1943)
  -  3º Reggimento artiglieria pesante campale (Padova, Vicenza, 1949-1955) (Pisa, 1961- ?) (Motto: Ferro ignique vastare)
- 3º RA pesante campale (Vigevano, 1920-1926)
  - 4º RA pesante campale (Mantova, 1926-1934) (Motto: Ut tonitrus ac fulgura hostibus ictus)
  - 4º RAC (Mantova, Rovereto, 1934-1941) (Motto: Ut tonitrus ac fulgura hostibus ictus)
  - 4º Raggruppamento artiglieria di Corpo d'Armata (Rovereto, 1941-1944)
  -  4º Reggimento artiglieria pesante campale (Trento, 1952-1986) (Motto: Rapido e potente)
- 5º RA pesante campale (Motto: Meam vocem time)
  - 5º Reggimento artiglieria di Corpo d'Armata (Pola) (Motto: Meam vocem time)
- 2º RA pesante campale (Modena, 1912-1926)
  - 6º RA pesante campale (Modena, 1926-1934) (Motto: Omnia impedimenta perrumpere)
  - 6º RAC (Modena, 1934-1940) (Motto: Omnia impedimenta perrumpere)
  - 6º Raggruppamento artiglieria di Corpo d'Armata (Modena, 1940-1943)
  -  6º Reggimento artiglieria pesante campale (Piacenza, 1951-1974) (Motto: Omnia impedimenta perrumpere)
- 7º RA pesante campale (Motto: Hostium vim et arma subigere)
  - 7º Reggimento artiglieria di corpo d'armata (Livorno) (Motto: Hostium vim et arma subigere)
- 7º RA pesante campale (Terni, 1920-1926)
  - 8º RA pesante campale (Roma, 1926-1934) (Motto: Velox in acie potens in proelio)
  - 8º RAC (Roma, 1934-1940) (Motto: Velox in acie potens in proelio)
  - 8º Raggruppamento artiglieria di Corpo d'Armata (Roma, 1940-1943) [1940-1942 Albania; 1942-1943 Grecia]
  - 8º RA pesante campale (Viterbo, Modena, 1951-1986)
  - 8º GA pesante campale "Marmore" (1986-1992)
  - 8º RA pesante campale (Modena) (1991-1992)
  - 8º RAV (Modena) (1992-1995) (Motto: Velox in acie potens in proelio)
  -  1º Gruppo artiglieria controaerei leggero "Marmore" (1992-1995)
- 9º RA pesante campale (Ancona, Senigallia, Foggia, Teramo, 1920-1934) (Motto: Vim vi defendere)
  - 9º RAC (Teramo, 1934-1940)
  - 9º Raggruppamento artiglieria di Corpo d'Armata (1940-1943)
  - 9º RA pesante campale (Foggia, 1963-?) (Motto: Vim vi defendere)
  -  9º Gruppo artiglieria pesante campale "Foggia" (?-?)
- 10º RA pesante campale (Motto: Nullus ictus irritus)
  - 10º RAC (Libia) (Motto: Nullus ictus irritus)
- 11º RA pesante campale (Acqui, 1920-1926)
  - 11º RA pesante campale (Motto: Victoriae validissime confero)
  - 11º RAC (Cormons, 1939-1943) (Motto: Victoriae validissime confero)
  - 11º GAP "Teramo" (Persano, 1976-1981)
  - 11º GAN "Teramo" (Persano, 1981-1992)
  -  11º Reggimento artiglieria da campagna semovente "Teramo" (Persano, 1992-2001) (Motto: Temprato il cuore più del nostro acciaio)
- 12º RA pesante campale (Motto: Flagellum hostis)
  - 12º Reggimento artiglieria di Corpo d'Armata (Palermo) (Motto: Flagellum hostis)
- 11º Raggruppamento artiglieria di Corpo d'Armata (1940-1943)
- 13º Reggimento artiglieria di Corpo d'Armata (Macomer)
- 14º Reggimento artiglieria di Corpo d'Armata (Treviso)
- 15º Reggimento artiglieria di Corpo d'Armata (Pietra Ligure)
- 16º Reggimento artiglieria di Corpo d'Armata
- 20º Reggimento artiglieria di Corpo d'Armata (Tripoli)
- 21º Reggimento artiglieria di Corpo d'Armata (Bengasi)
- 22º Reggimento artiglieria di Corpo d'Armata (Roma, 1940-1941) (costituito dall'8º RAC) [1940-1941 Libia]
- 24º Reggimento artiglieria di Corpo d'Armata
- 26º Reggimento artiglieria di Corpo d'Armata (Albania)
- 29º Reggimento artiglieria di Corpo d'Armata
- 30º Reggimento artiglieria di Corpo d'Armata
- 40º Reggimento artiglieria di Corpo d'Armata
- 41º Reggimento artiglieria di Corpo d'Armata
- 42º Raggruppamento artiglieria di Corpo d'Armata (1941-1943)

### Artiglieria d'Armata
- 1º RA pesante (Motto: Flamma ac tonitru exterrent)
  - 1º RAM (Torino) (Motto: Flamma ac tonitru exterrent)
- 2º RA Pesante (Motto: Perrumpere nitimur)
  - 2º RAM (Alessandria) (Motto: Perrumpere nitimur)
- 8º RA da Fortezza (Bologna, 1910-1920)
  - 6º RA Pesante (Treviso, 1920-1923)
  - 6º RA Pesante Misto (Treviso, 1923-1926)
  - 3º RA Pesante (Palmanova, Reggio Emilia, 1926-1934) (Motto: Perseverantia omnia trascendo)
  - 3º RAM (Reggio Emilia, 1934-1943) (Motto: Perseverantia omnia trascendo) [1935-1936 Africa orientale]
  - 3º RA Pesante (Brescia, Vicenza, 1955-1959)
  - 3º RA Pesante (Missili) (Vicenza, 1959-1961)
  - 3º RA Missili (Vicenza, Portogruaro, 1961-1975)
  - III GA Missili (Oderzo, 1975)
  - 3º Gruppo Missili "VOLTURNO" (Oderzo, 1975-1992)
  -  3º RA Pesante VOLTURNO (Portogruaro , 1992-2001) (Motto: Perseverantia omnia trascendo)
- 4º RA Pesante (Motto: Oppida diruo)
  - 4º RAM (Piacenza) (Motto: Oppida diruo)
- 5º RA Pesante (Motto: Perrumpere ad victoriam)
  - 5º RAM (Riva del Garda) (Motto: Perrumpere ad victoriam)
  -  10º Gruppo artiglieria da campagna semovente "Avisio" (Trento, 1975-1986)
- 6º RA Pesante (Motto: Vehementius exterrere)
  - 6º RAM (Bolzano) (Motto: Vehementius exterrere)
- 7º RA Pesante (Motto: Omnes difficultates perpetior)
  - 7º RAM (Cuneo) (Motto: Omnes difficultates perpetior)
- 8º RA Pesante (Motto: vigilat finibus fortitudo nostra)
  - 8º RAM (Venaria Reale) (Motto: Vigilat finibus fortitudo nostra)
- 6º Centro Contraerei (Rovigo) (1926-1930) -->
  - 9º RA Pesante (Rimini, Belluno, 1930-1934) (Motto: Intimas hostium vias igne petimus)
  - 9º RAM (Belluno, 1934-1937) (Motto: Intimas hostium vias igne petimus)
  - 9º RAF (Gorizia, 1937-1940)
  - 9º RA Pesante (Verona, Trento, 1950-1973)
  - 9º GA Pesante "ROVIGO" (Verona, 1975-1992)
  -  9º RA Pesante Campale "ROVIGO" (Verona, 1992-1992) (Motto: Intimas hostium vias igne petimus)
- 10º RA Pesante (Motto: Obstacula sternimus ad victoriam)
  - 10º RAM (Trieste) (Motto: Obstacula sternimus ad victoriam)
- 11º RAM (Savona) (Motto: Impavido sul limite sacro)
- 12º RAM (Osoppo)
- 14º RAM (Tripoli)
- 3º Raggruppamento Artiglieria d'Armata (1940-1943) [1940 territorio metropolitano; 1941 frontiera italo-jugoslava; 1941-1943 territorio metropolitano]
- 8º Raggruppamento Artiglieria d'Armata (1941-1943) [1941 Africa settentrionale; 1942 El Alamein; 1943 Tunisia]
- 9º Raggruppamento Artiglieria d'Armata (Piacenza, 1939-1943) [1940 Francia; 1941 Jugoslavia; 1942-1943 Russia]
- Gruppo Autonomo Artiglieria d'Armata (Sondrio)

### Artiglieria controaerei
- I Reparto di Artiglieria Contraerei (1915)
- Reggimento Contraerei per Corpo d'Armata (1919)
- I Raggruppamento Batterie Antiaeree (1917-1919)
  - VII GA Controaerei ( ? -1926)
  - 8º Centro Artiglieria Contraerei (Roma, 1926-1930)
  - 1º RAV Autocampale (Roma, 1930-1933) (Motto: Tonitru caelum omne impleo)
  - 1º RAV (Rivoli Torinese, Vercelli, 1934-1943)
  - 1º RAV Leggera (Chieri, Albenga, 1947-1951)
  - 1º RAV Pesante (Albenga, 1951-1964 ) (Motto: Del volo spezzo la superba audacia)
- II Raggruppamento Batterie Antiaeree (1917-1919)
  - 10º Centro Artiglieria Contraerei (Napoli, 1926-1930)
  - 2º RAV Autocampale (Napoli, 1930-1933) (Motto: In alto mirando)
  - 2º RAV (Napoli, 1934-1943)
  - 2º RAV Leggera (Mantova, 1947-1951)
  - 2º RAV Pesante (Mantova, 1951-1964)
  -  2º RAV (Ravenna, 1992-1996) (Motto: In alto mirando)
- III Raggruppamento Batterie Antiaeree (1917-1919)
  - 7º Centro Artiglieria Contraerei (Firenze, 1926-1930) (Motto: Proteggo la mia ala travolgo la nemica)
  - 3º RAV Autocampale (Firenze, 1930-1934) (Motto: Hostium frangimus alas)
  - 3º RAV (Firenze, 1934-1943)
  - 3º RAV Leggera (Merano, Pisa, 1947-1951)
  - 3º RAV Pesante (Pisa, 1951-1961) ---> (L'unità si trasforma nel 3º Reggimento Artiglieria pesante campale, nella stessa sede)
  - 3º RAV (Rovigo, 1992-1997) (Motto: Hostium frangimus alas)
  -  3º RAV "FIRENZE" (Rovigo,1997-2001) (Motto: Hostium frangimus alas)
- IV Raggruppamento Batterie Antiaeree (1917-1919)
  - 4º Centro Artiglieria Contraerei (Peschiera del Garda, Mantova, 1926-1930) (Motto: In hostium aquilas ignem ferre (1927))
  - 4º RAV Autocampale (Mantova, 1930-1934) (Motto: In hostium aquilas ignem ferre)
  - 4º RAV (Mantova, 1934-1942)
  - 4º Raggruppamento Artiglieria Contraerei (Mantova, 1942-1943)
  - 4º RAV Leggera (Albenga, Cervignano del Friuli, 1947-1951) (Motto: Col fuoco infango l'ala del nemico)
  - 4º RAV Pesante (Riva del Garda, 1951-1955) (Motto: Contro l'ala avversa (1953))
  - 4º RAV Pesante (Verona, 1955-1964) (Motto: Contro l'ala avversa)
  - 4º RA Missili Contraerei (Verona, 1964-1968) (Motto: Contro l'ala avversa)
  - 4º RA Missili Contraerei (Mantova, 1968-1992) (Motto: Contro l'ala avversa)
  - 4º RAV (Mantova, 1992-1997) (Motto: Contro l'ala avversa)
  -  4º RAV "PESCHIERA" (Mantova, 1997-oggi)
- V Raggruppamento Batterie Antiaeree (1917-1919)
  - IX Gruppo Contraerei Autonomo (1919-1926)
  - 9º Centro Artiglieria Contraerei (Pescara, 1926-1930) (Motto: Sol con la morte toccherai il mio cielo!)
  - 5º RAV Autocampale (Pescara, Palmanova, 1930-1934) (Motto: Sidera feriam (1930) - Motto: Inter nubes detonans hostem exterret (1932))
  - 5º RAV (Padova) (Padova, 1934-1943) (Motto: Inter nubes detonans hostem exterret)
  - 5º RAV "FOLGORE" (Pisa, Padova, Mestre, 1947-1951) [da reparti d'artiglieria del Gruppo di Combattimento "Folgore"]
  - 5º RAV Pesante (Mestre, 1951-1964) (Motto: Inter nubes detonans hostem exterret)
  - 5º RA Missili Contraerei (Mestre, 1964-1992) (Motto: Inter nubes detonans hostem exterret)
  - 5º RA Missili Contraerei (San Donà di Piave, 1992-1997) (Motto: Inter nubes detonans hostem exterret)
  - 5º RAV "PESCARA" (San Donà di Piave, 1997-2001) (Motto: Inter nubes detonans hostem exterret)
  -  5º RAV "PESCARA" (Rovigo, 2001-2012) (Motto: Inter nubes detonans hostem exterret)
- VI Raggruppamento Batterie Antiaeree (1917-1919)
- VII Raggruppamento Batterie Antiaeree (1917-1919)
- 1º Raggruppamento Artiglieria Controaerei D.A.T. (Anzio) (1949-1961) (Motto: Vigilo i cieli della Patria)
- 2º Raggruppamento Artiglieria Controaerei D.A.T. (Savona) (1951-1961) (Motto: L'ala nemica schianto)
- 3º Raggruppamento Artiglieria Controaerei (1941-1943) (costituito dal 3º RAV)
  - 3º Raggruppamento Artiglieria Controaerei D.A.T. (Bologna) (1951-1961) (Motto: All'ala nemica il patrio ciel precludo)
- 4º Raggruppamento Artiglieria Controaerei (Mantova, Russia, 1941-1943) (costituito dal 4º RAV)
- XIX Raggruppamento Artiglieria Contraerei (Napoli) (1944)
- XX Raggruppamento Artiglieria Contraerei (Bari) (1944)
- XXI Raggruppamento Artiglieria Contraerei (Crotone) (1944)
- XXX Raggruppamento Artiglieria da Posizione Contraerei (Libia, poi Tunisia) (1941-1943)
- 31º Raggruppamento Artiglieria da Posizione Contraerei (Libia) (1941-1942) (costituito da 2º RAV)
- XXXV Raggruppamento Artiglieria da Posizione Contraerei (Egeo) (1941-1943)
- XXXVI Raggruppamento Artiglieria da Posizione Contraerei (Egeo) (1941-1943)
- XXXVII Raggruppamento Artiglieria da Posizione Contraerei (1943)
- 38º Raggruppamento Artiglieria da Posizione Contraerei (1943) (costituito dal 4º RAV)
- XXXIX Raggruppamento Artiglieria da Posizione Contraerei (Libia) (1941-1943)
- 40º Raggruppamento Artiglieria da Posizione Contraerei (1943) (costituito da 2º RAV)
- XLIII Raggruppamento Artiglieria da Posizione Contraerei (Sicilia) (1942-1943)
- XLVII Raggruppamento Artiglieria da Posizione Contraerei (Italia) (1940-1943)
- LII Raggruppamento Artiglieria da Posizione Contraerei (Italia Settentrionale, Milano) (1943)
- LIII Raggruppamento Artiglieria da Posizione Contraerei (Italia Settentrionale, Torino) (1943)
- LVI Raggruppamento Artiglieria da Posizione Contraerei (Rodi) (1943)
- 1º Centro Artiglieria Contraerei (Rivoli Torinese) (1926-1930)
  - VIII RA Pesante
- 2º Centro Artiglieria Contraerei (Genova) (1926-1930)
  - I Reggimento Contraerei Autocampale (1930-1934)
  - I RAV (1934-1943)
  - I RAV Leggera (1947-1951) (Vercelli) (Motto: Tonitro caelum omne impleo)
  - I RAV Pesante (1951-1964) (Motto: Del volo spezzo la superba audacia)
  - I GAV Pesante (1964)
  - VI RA Pesante
- 5º Centro Artiglieria Contraerei (Trieste) (1926-1930)
  - X RA Pesante
- 11º Centro Artiglieria Contraerei (Palermo) (1926-1927)
- 12º Centro Artiglieria Contraerei (Gaeta, poi Palermo) (1926-1930)
- 13º Centro Artiglieria Contraerei (Cagliari) (1927-1930)
  - Gruppo Contraerei Autonomo della Sardegna (Cagliari) (1930)
  - Reggimento Misto della Sardegna
- LEM Laboratorio Elettronico Mobile (Bologna) (1960-1963)
  - I LEC Laboratorio Elettronico Campale (Bologna) (1963-1966)
  - SzRMEACA Sezione di Riparazione Materiali Elettronici di Artiglieria Contraerea (Bologna) (1966-1976)
  - RRRMaCA Reparto Riparazioni e Rifornimenti di Materiali d'Artiglieria Contraerea (Bologna) (1976-1996)
- II LEC Laboratorio Elettronico Campale (Verona) (1960-1965)
  - ReRiMisCA Reparto Riparazioni Missili Contraerei (Verona) (1965-1969)
  - ReRiMisCA Reparto Riparazioni Missili Contraerei (Montichiari) (1969-1973)
  - ReRiMisCA Reparto Riparazioni e Rifornimenti Missili Contraerei (Montichiari) (1973-1996)
  - ReRiMisCA Reparto Riparazioni e Rifornimenti Missili Contraerei (Montichiari) (1996-2001) - assorbe il RRRMaCA (Bologna)
  - Reggimento Sostegno Materiali Speciali (Montorio Veronese) (2001) - assorbe il Deposito Materiali Speciali (Montorio Veronese)

### Artiglieria a cavallo
- Batterie a Cavallo - Voloire (8.IV.1831-oggi)
  - Brigata Batterie a Cavallo (Venaria Reale) (1831-1883)
  - I Brigata Batterie a Cavallo (1883-1887)
  - II Brigata Batterie a Cavallo (1883-1887)
  - RAI (Milano) (1887-1920) (Motto: Igni ferroque tonantes in hostem celerrime volant)
  - Reggimento Artiglieria Misto Autoportato (Milano, 1920-1923)
  - RAI (Milano, 1923-1934)
  - 3º RAD (Milano, 1934)
  - 3º RAD "PRINCIPE AMEDEO DUCA D'AOSTA" (Milano, 1935-1942) (Motto: In hostem celerrime volant)
  - 3º RAI (Milano, 1941-1943)
  - RAI (Milano, 1946-1953) [da personale e mezzi dell'XI RA "Legnano" del Gruppo di Combattimento "Legnano"]
  - RAS di Corpo d'Armata (Milano, 1953-1957)
  - RAI Semovente Controcarri (Milano, 1957-1961)
  - RAI da Campagna Semovente (Milano, 1961-1963)
  - RAI Pesante Campale Semovente (Milano, 1964)
  -  RAI (Milano, 1964-operativo) (Motto: In hostem celerrime volant)

### Specialisti di Artiglieria
- GAS "ARIETE" (1976-1986)
- GAS "CENTAURO" (1976-?)
- GAS "MANTOVA" (Udine, 1976-?)
- 5º Gruppo Specialisti Artiglieria di Corpo d'Armata (Cordenons (PN) 01.06.1956 - 03.06.1976) Motto: "Ignis acei intellectus"
- 4° Grp Specialisti Artiglieria di Corpo d'Armata Bondone (TN) dal 01/01/1956 al 1986 Motto : "In armis scientia" (La tecnica nelle armi)
  - 3° Grp Specialisti Artiglieria di Corpo d'Armata Bondone (TN) dal 01/11/1986 al 1992 Motto : "In armis scientia" (La tecnica nelle armi)
- 5º Gruppo Specialisti Artiglieria "Medea" (Udine, 1976-1991)
- 6º Gruppo Specialisti Artiglieria "Montello" (Treviso, 1976-1991)
- 7° Grp Specialisti Artiglieria "Casarsa" Casarsa della Delizia (PN) dal 1986 al ?
- 12º Gruppo Specialisti Artiglieria "Biella" (Vercelli, 1976-1991)

### Guardia alla Frontiera
- 6º RAF
- 7º RAF
- 8º RAF
- 9º RAF ---> vedi Artiglieria d'Armata / 9º RA Pesante Campale "ROVIGO"
- 9º Raggruppamento Artiglieria Guardia alla Frontiera (Gorizia, 1940-1943) [1940-1943 Jugoslavia]
- 10º RAF
- 11º RAF
- 12º RAF
- 13º RAF
- 14º RAF
- 17º Raggruppamento Artiglieria Guardia alla Frontiera (Gorizia, 1940-1943) [1940-1943 Jugoslavia]

### Artiglieria difesa costiera
- 1º RA da costa (Motto: In horas tuebor oras)
- 2º RA da costa (Motto: Hostes in mare abici patria jubet)
- 3º RA da costa (Motto: Patriae litora longe tuemur)
- 8º RAB
- 12º RAB
- 13º RAB
- 22º RAB
- 27º RAB
- 28º RAB
- 41º RAB
- 43º RAB
- 44º RAB
- 45º RAB
- 49º RAB
- 52º RAB
- 53º RAB
- 81º RAB
- 129º RAB
- 145º RAB
- 148º RAB
- 152º RAB
- 163º RAB
- 164º RAB
- 201º RAB
- 203º RAB
- 204º RAB
- 512º RAB